# 白丁香
白丁香（学名：Syringa oblata var. alba）是木犀科丁香属紫丁香的变种。分布于中国大陆的长江流域以北等地，目前尚未由人工引种栽培。

## 别名
白花丁香（东北木本植物图志）